# Deutz D 80
Der Deutz D 80 ist ein Schlepper, den Klöckner-Humboldt-Deutz (KHD) von 1964 bis 1965 in Köln herstellte. Es war das erste Schleppermodell mit 6-Zylinder-Motor, das in Deutschland in Serie produziert wurde.

## Geschichte
Ende der 1950er Jahre zeichnete sich ein Rückgang bei der Nachfrage nach kleineren Schleppern ab und gleichzeitig stieg der Konkurrenzdruck durch ausländische Hersteller. KHD und Porsche-Diesel Motorenbau taten sich 1958 zusammen und wollten gemeinsam ein leistungsstarkes Schleppermodell auf den Markt bringen. Die Arbeitsgemeinschaft wurde jedoch 1960 wieder aufgelöst und so entwickelte KHD selbst leistungsstärkere Schlepper. Zunächst präsentierte der Hersteller den D 50.1S mit 4-Zylinder-Motor und 52 PS Leistung. KHD ging anschließend noch einen Schritt weiter und entwickelte einen Schlepper mit 6-Zylinder-Motor. Der D 80 wurde auf der DLG-Ausstellung 1964 in Hannover erstmals vorgestellt und ging dann leicht abgewandelt in Serienproduktion.
Mit Einführung der neuen 05er-Baureihe ersetzte KHD den D 80 nach einem Jahr durch das nur geringfügig veränderte Nachfolgemodell D 8005.

## Technik
Der D 80 hat einen luftgekühlten 6-Zylinder-Dieselmotor vom Typ F6L 812 S mit L’Orange Wirbelkammereinspritzung und 5100 cm³ Hubraum, der 75 PS leistet. Die Kraftübertragung auf die Hinterräder erfolgt mit einer Doppelkupplung und dem ZF-Gruppengetriebe A 230 mit acht Vorwärts- und vier Rückwärtsgängen.
Zur Ausstattung gehört das Deutz-Transfermatic-System. Dies ist eine hydraulische Kraftheberanlage, die auf Regelimpulse im Zug- und Druckbereich des oberen Lenkers reagiert und dementsprechend das Anbaugerät selbsttätig so anhebt oder absenkt, dass eine maximale Hinterachsbelastung und damit eine volle Übertragung der Motorkraft auf die Hinterräder erreicht wird.
Zudem hat der D 80 eine Motorzapfwelle mit zwei unterschiedlichen Geschwindigkeiten. und eine siebenfach verstellbare, ausziehbare Teleskopvorderachse.